# Lee Jin-hyung
Đây là một tên người Triều Tiên, họ là Lee.
Lee Jin-Hyung (tiếng Hàn: 이진형; sinh ngày 22 tháng 2 năm 1988) là một cầu thủ bóng đá Hàn Quốc thi đấu ở vị trí thủ môn cho Incheon United.

## Sự nghiệp
Anh được lựa chọn bởi Jeju United ở đợt tuyển quân K League 2010.